# The Venetian (Macau)

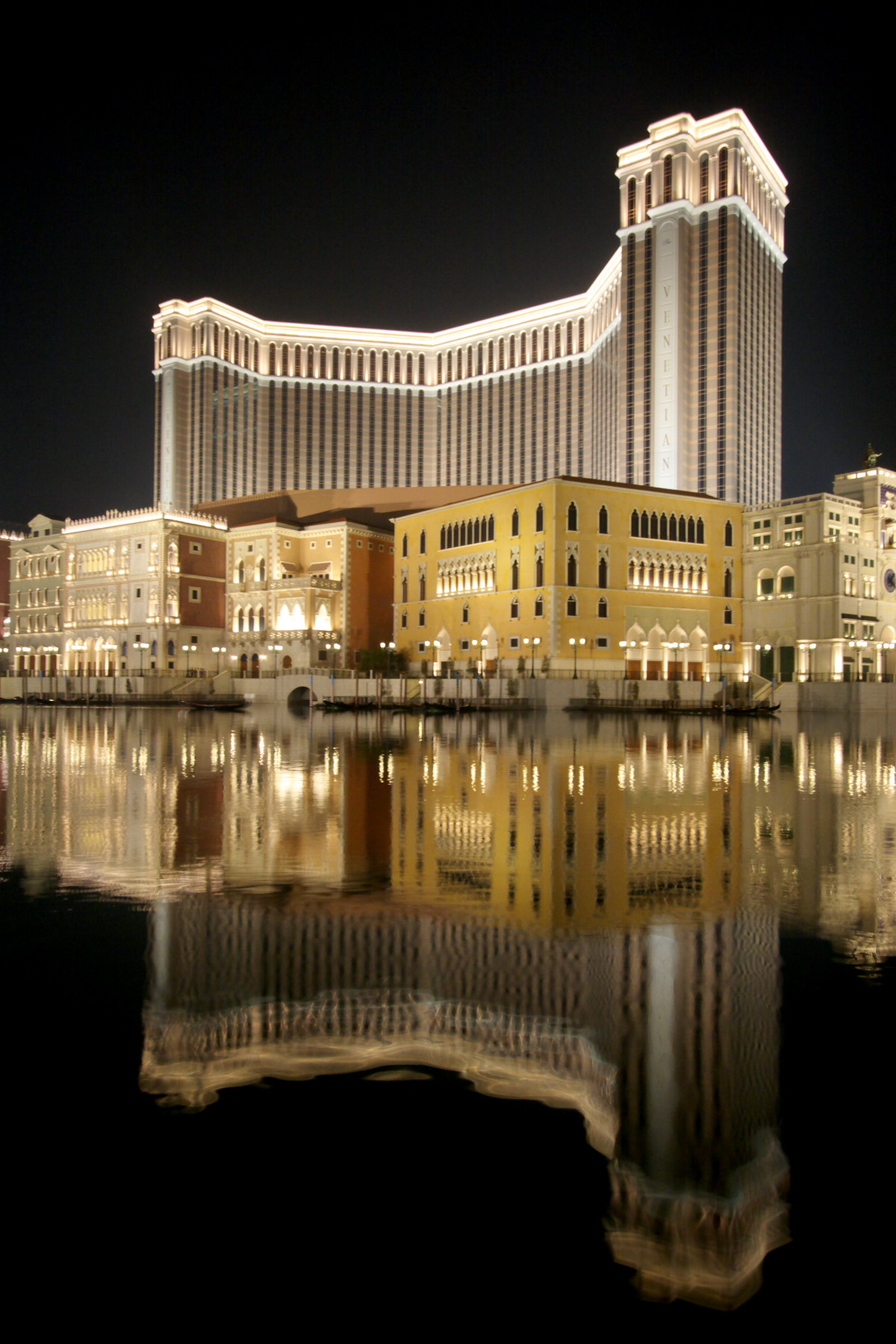
Vista panorâmica do arranha-céu

The Venetian Macau é um casino e resort em Macau, propriedade da multinacional Las Vegas Sands.
O casino The Venetian tem 40 andares e está rodeado por sete resorts, alguns ainda em construção, no istmo de Cotai, zona de aterro entre as ilhas da Taipa e de Coloane. Com 980 mil m², o Venetian de Macau é uma cópia do empreendimento gémeo The Venetian em Las Vegas, nos Estados Unidos — e é a maior estrutura hoteleira da Ásia e o terceiro edifício maior do mundo.
A torre principal do hotel foi terminada em Julho de 2007 e o resort abriu oficialmente em 28 de Agosto de 2007. O resort tem três mil suites, 111 mil m² de espaço para feiras e congressos, 149 mil m² de espaço comercial, 51 mil m² de casino — o maior do mundo — com 3.400 máquinas de jogos e 800 mesas de jogos e uma arena de 15 mil lugares para espectáculos e eventos desportivos.

## Galeria de imagens

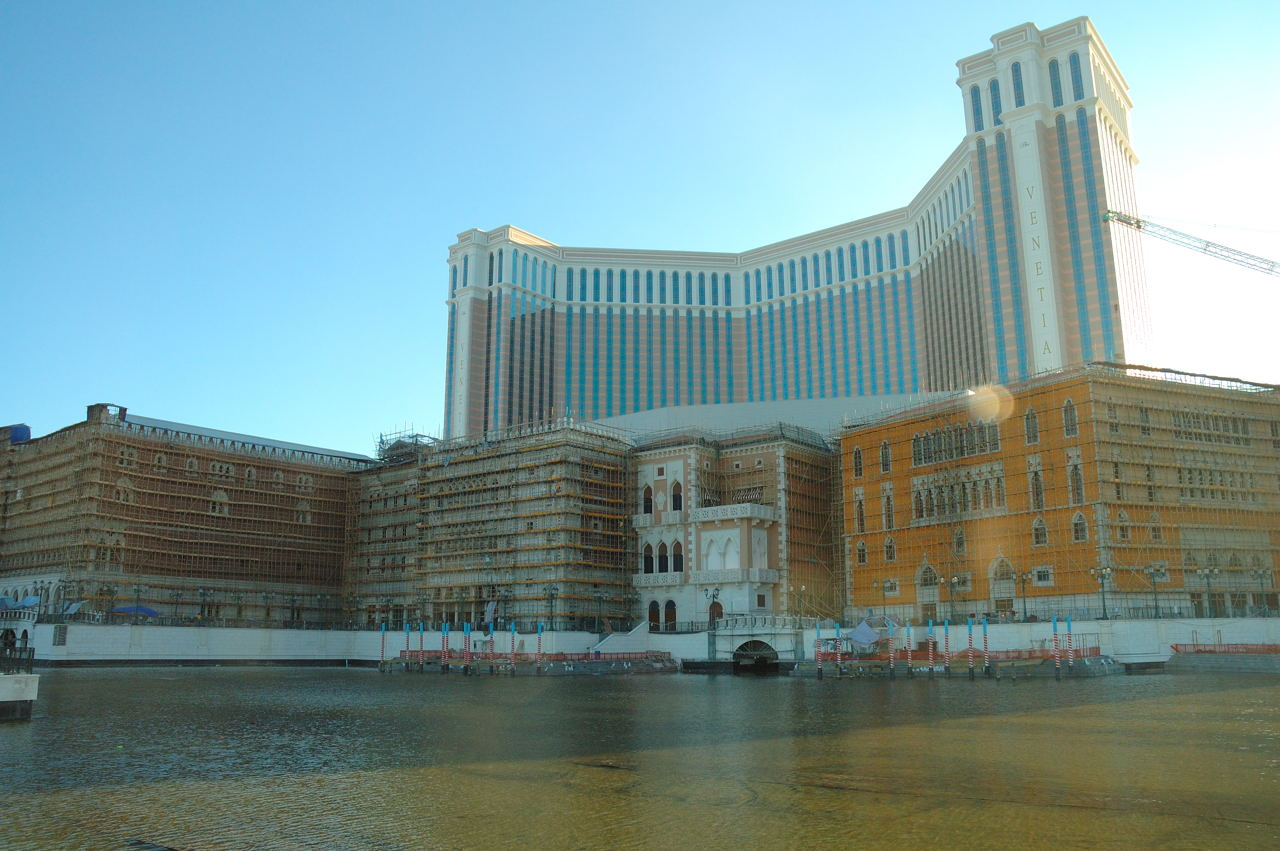
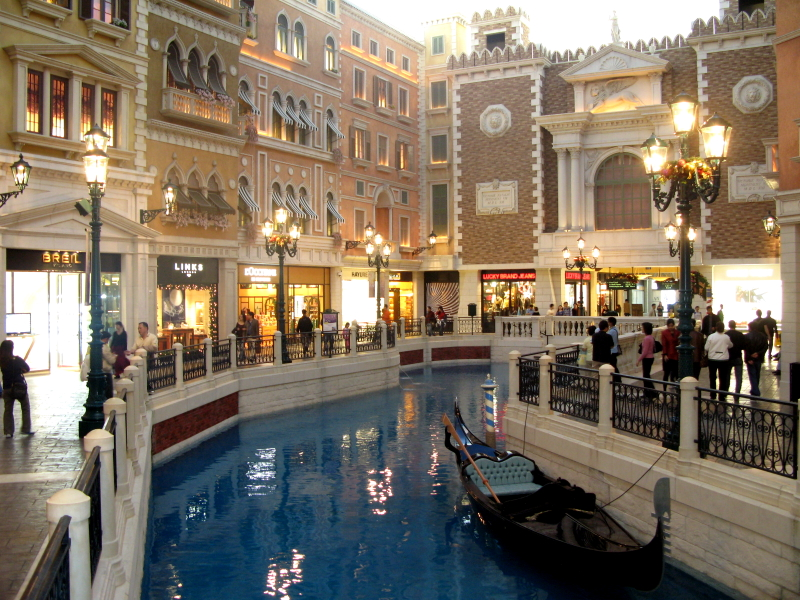
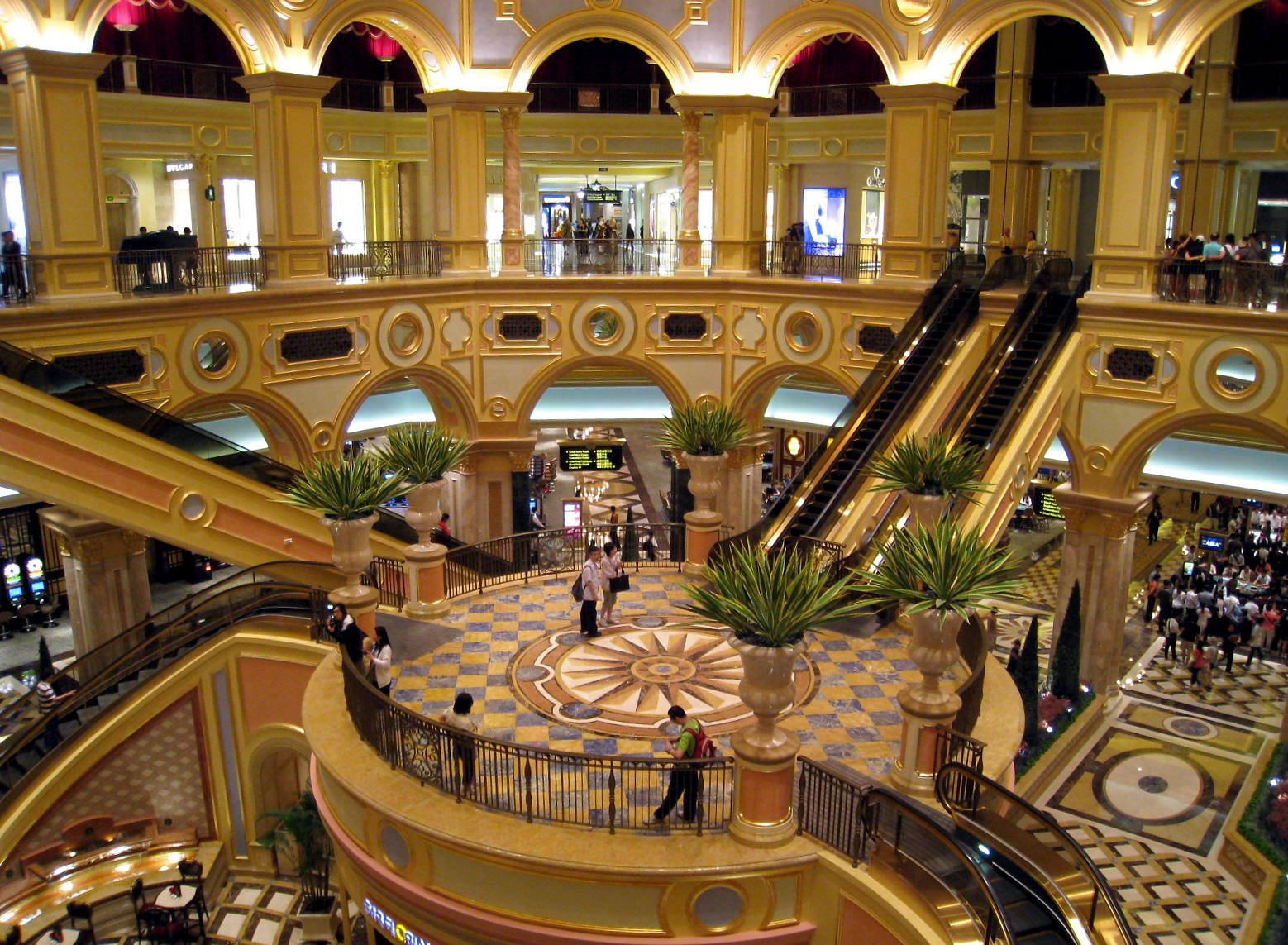
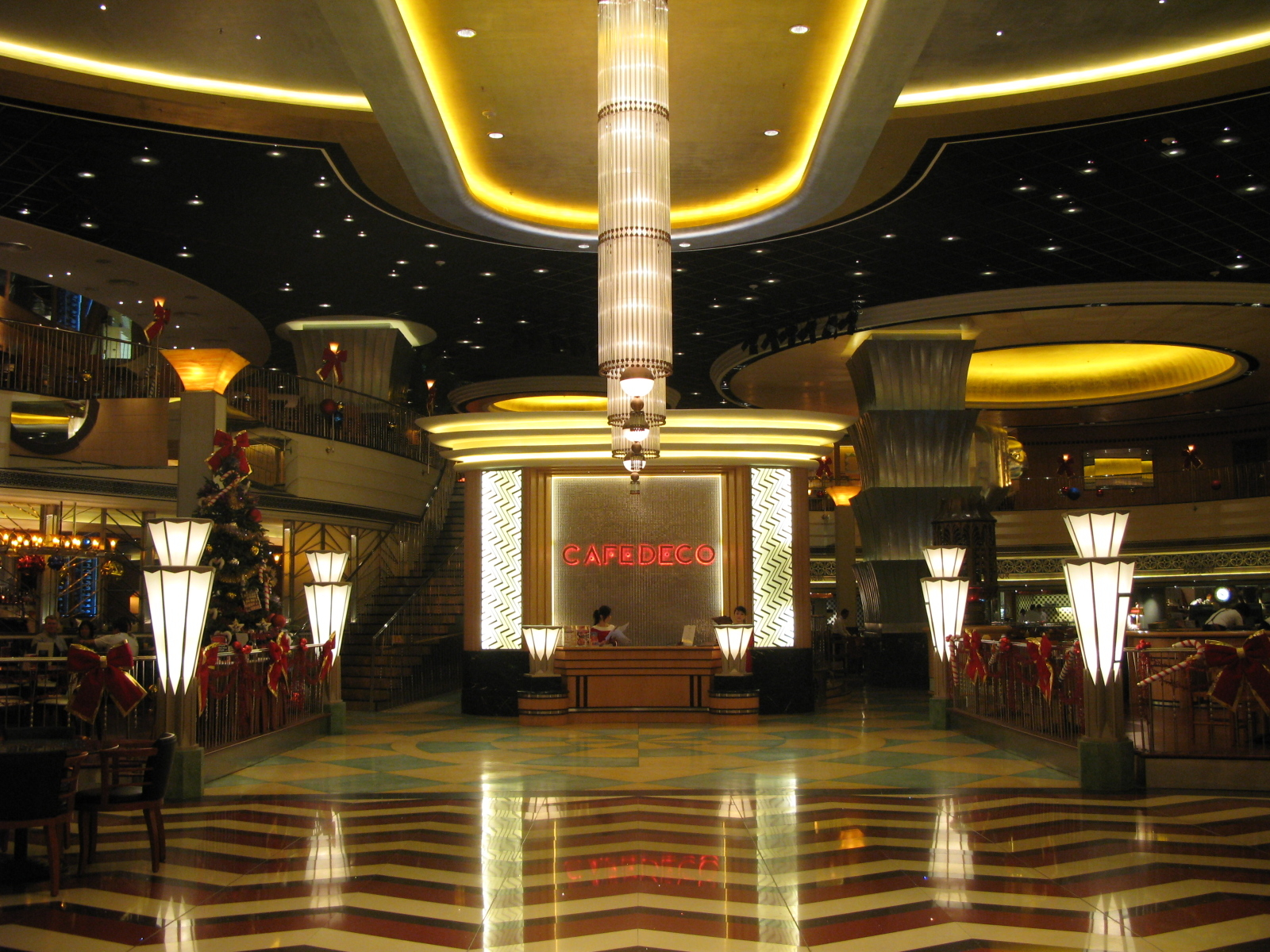
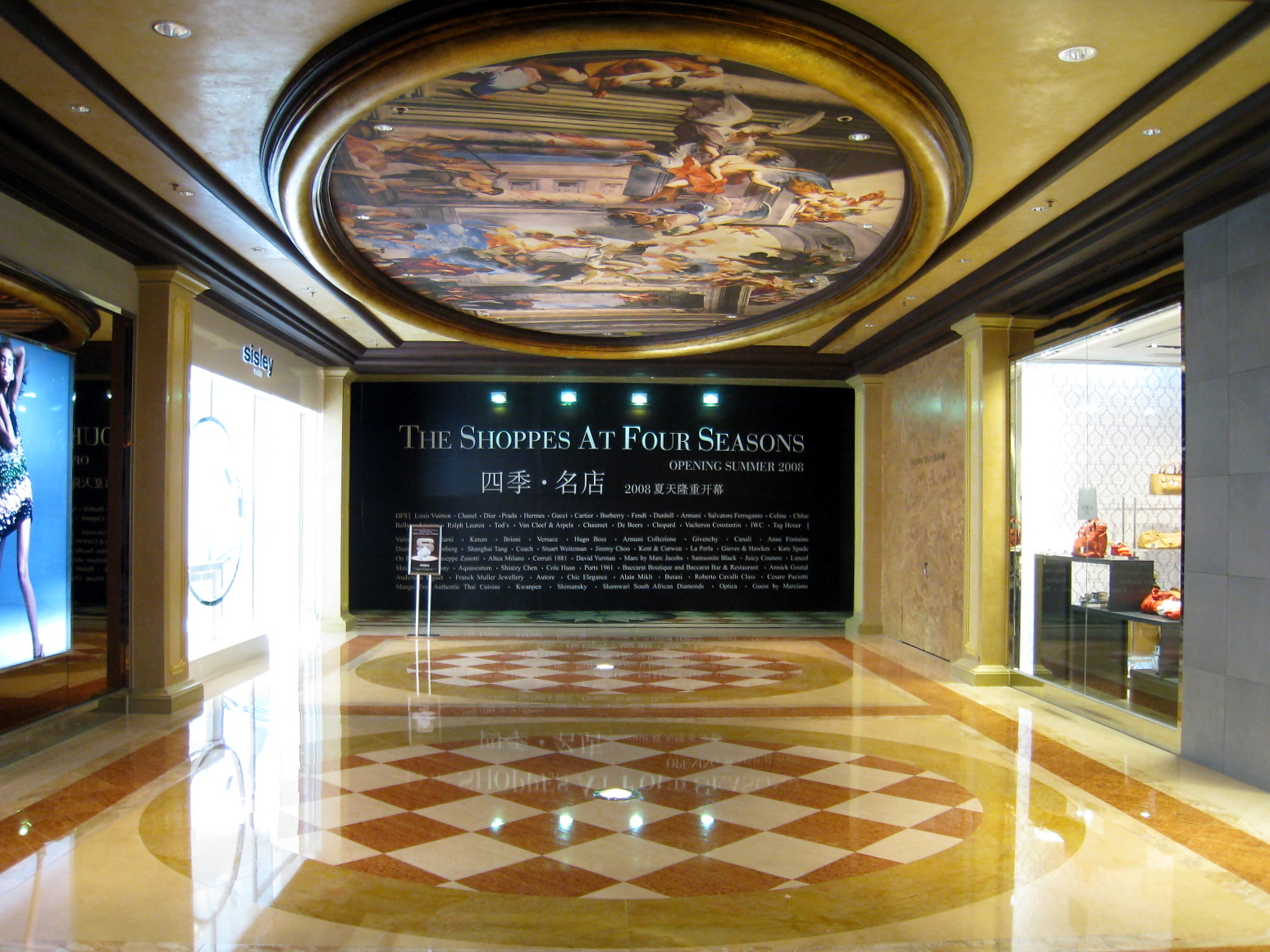
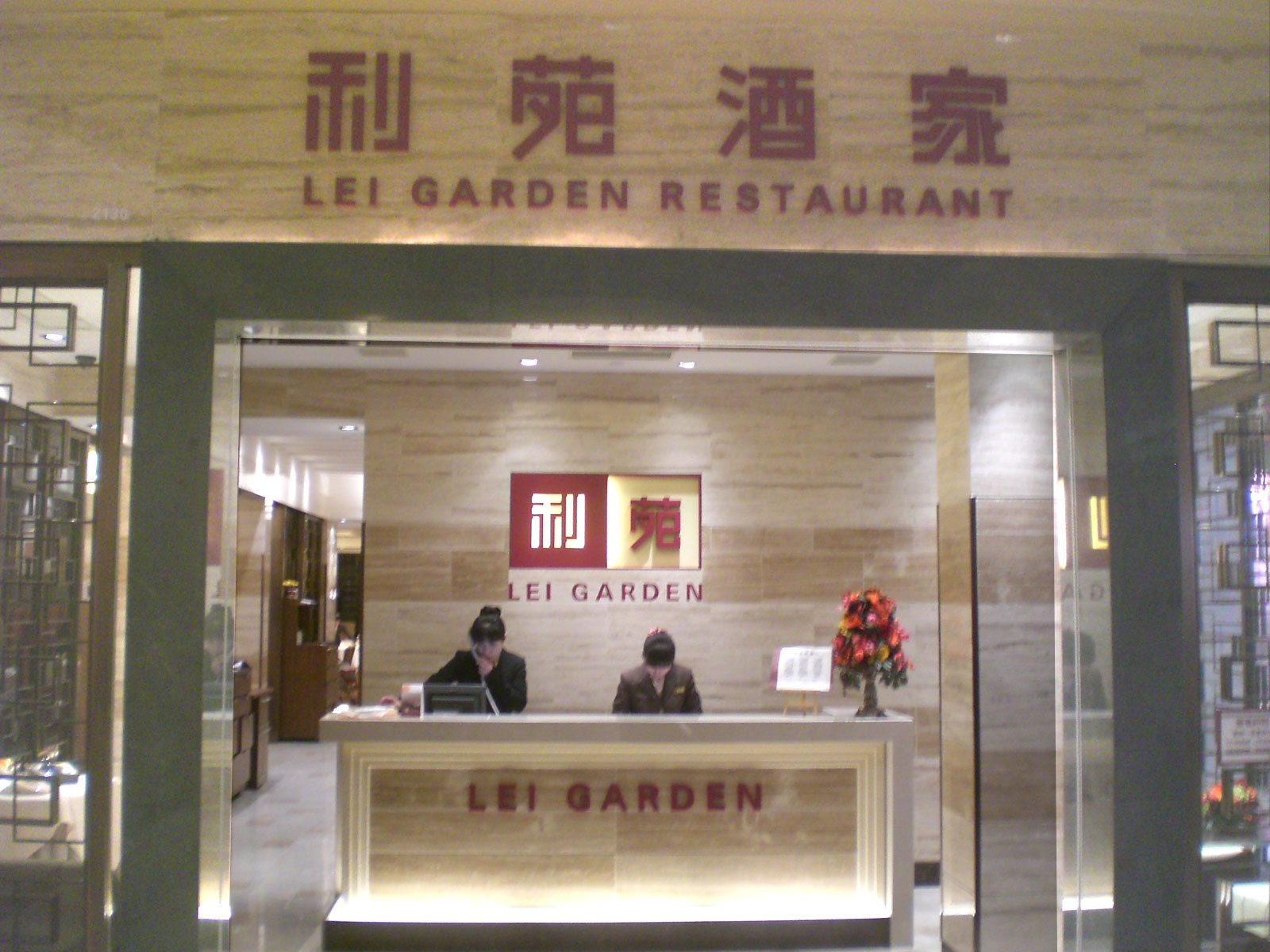
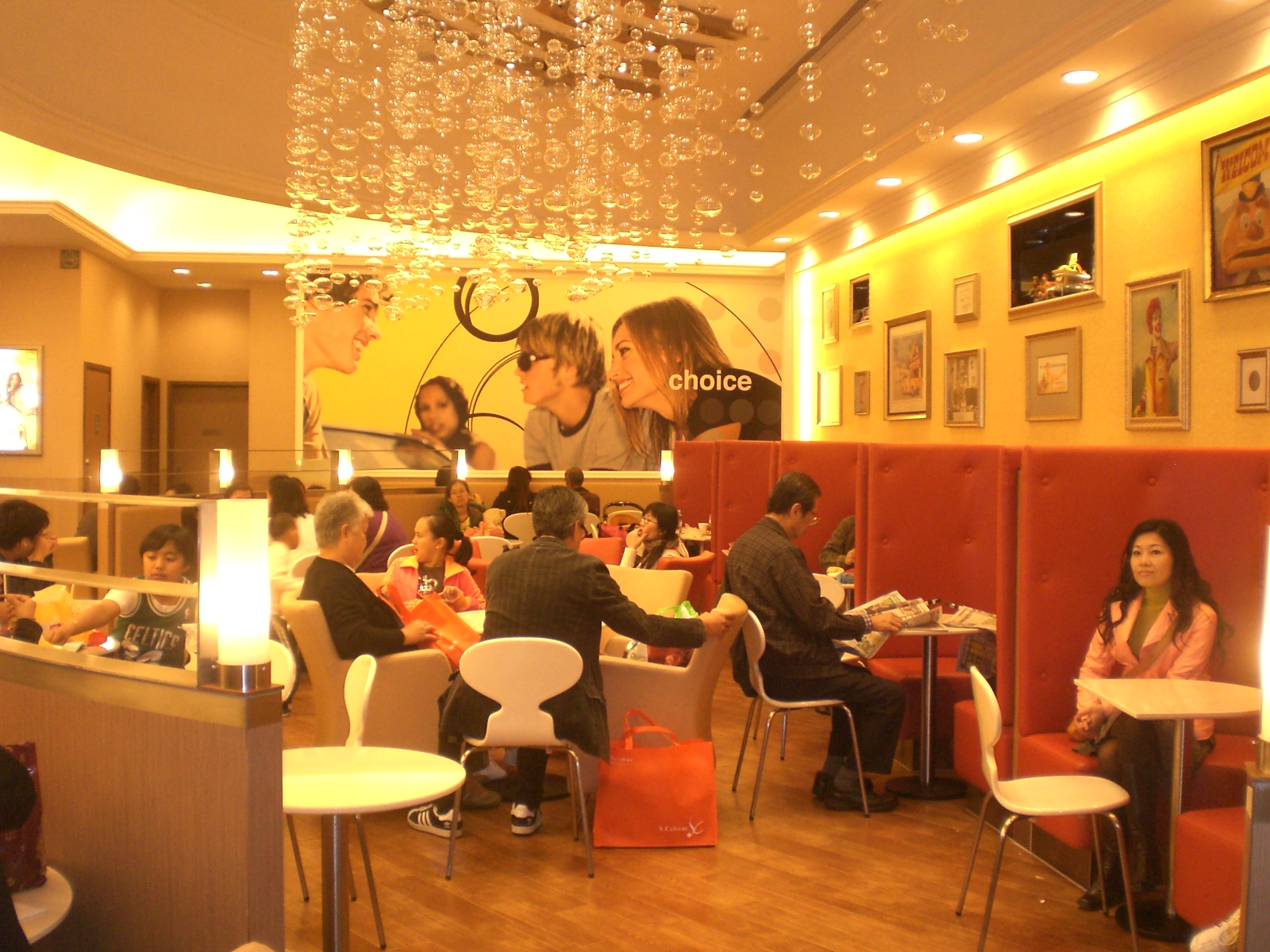
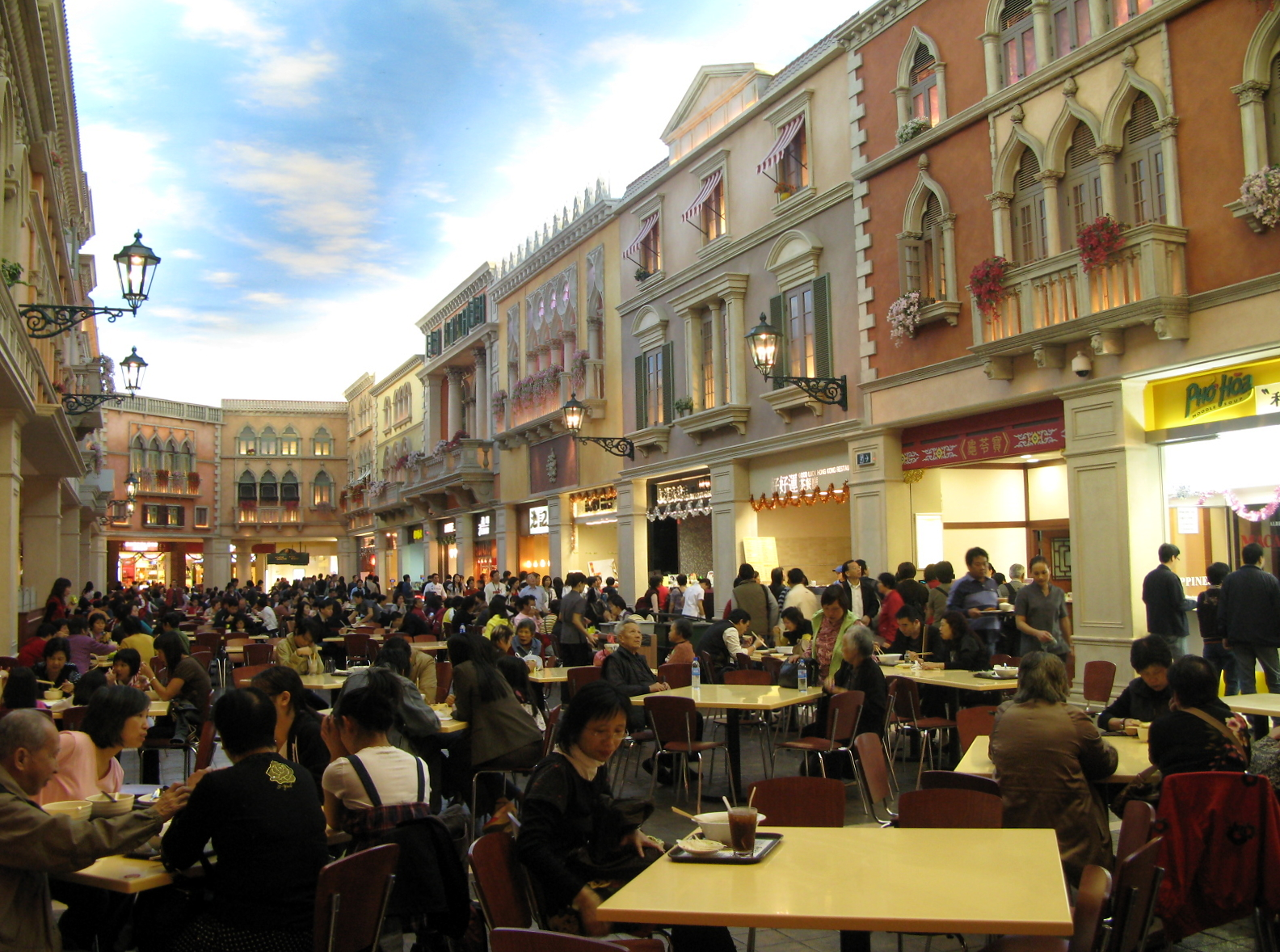